# Liste der Burgen, Schlösser, Ansitze und wehrhaften Stätten im Bezirk Klagenfurt-Land
Diese Liste nennt die Burgen, Schlösser, Ansitze und wehrhaften Stätten im Bezirk Klagenfurt-Land in Kärnten.

## Erklärung zur Liste
- Name: Name der Anlage.
- Gemeinde: Zeigt an, in welcher Gemeinde das Gebäude steht.
- Lage: Zeigt die Geokoordinaten an.
- Typ: Es wird der Gebäudetyp angegeben, wie Burg, Festung, Schloss, Gutshof, Wehrkirche, Wallanlage.
- Geschichte: geschichtlicher Abriss
- Zustand: Beschreibung des heutigen Zustands bzw. der Verwendung.
- Bild: Zeigt wenn möglich ein Bild des Gebäudes an.
- Denkmalschutz: führt zum Eintrag in der Denkmalliste.

## Liste
| Name                                                           | Gemeinde                                | Lage              | Typ                                                         | Geschichte | Zustand | Bild | Denkmalschutz                                         |
| -------------------------------------------------------------- | --------------------------------------- | ----------------- | ----------------------------------------------------------- | --- | --- | ---- | ----------------------------------------------------- |
| Aich                                                           | Köttmannsdorf                           | ungef. Lage       | Befestigung                                                 | ehemals befestigte Siedlung; im 13. Jahrhundert genannt. Im 14. Jahrhundert Edelhof. | abgekommen; durch heutigen Ort ersetzt. |      | nein                                                  |
| Burg Altgrafenstein (Altes Schloss; Lerchenau)                 | Grafenstein                             | Lage              | Burg                                                        | Burg ab 12. Jahrhundert genannt; im 16. Jahrhundert bereits verfallen. | weitgehend verfallene Ruine |      | 6803                                                  |
| Wallanlage bei Altgrafenstein                                  | Grafenstein                             | Lage              | Wallanlage                                                  | mittelalterlich. | Wälle erkennbar |      | 68883                                                 |
| Burg Alt-Keutschach (Untere Burg)                              | Keutschach am See                       | Lage              | Burg                                                        | aus der Völkerwanderungszeit? | verfallen; geringe Mauerreste, westlich des Burghügels markanter Graben erkennbar.                                                                                         |      | nein                                                  |
| Wallanlage Alt-Keutschach (Obere Burg)                         | Keutschach am See                       | Lage              | Wallanlage                                                  | urgeschichtlich? | Reste eines Steinwalls erkennbar |      | nein                                                  |
| Arnulfsfeste (Hetzelsburg, Moosburg) - Thurnerhügel            | Moosburg                                | Lage Thurnerhügel | Burg (Teil einer Drillingsburg)                             | Hauptburg, aus dem 12. bis 14. Jahrhundert. | Ruine |      | 12954                                                 |
| Arnulfsfeste (Hetzelsburg, Moosburg) - Rauthügel               | Moosburg                                | Lage Rauthügel    | Burg (Teil einer Drillingsburg)                             | Rauthügel: karolingische Wehranlage aus dem 9. Jahrhundert. | geringe Mauerreste |      | 12954                                                 |
| Arnulfsfeste (Hetzelsburg, Moosburg) - Arnulfturm              | Moosburg                                | Lage Arnulfturm   | Festes Haus (Teil einer Drillingsburg)                      | Arnulfhügel: Festes Haus aus dem 12./13. Jahrhundert. | Ruine |      | 12954                                                 |
| Wallanlage bei Berg auf der Sattnitz                           | Ebenthal in Kärnten                     | Lage              | Wallanlage                                                  | | Graben deutlich erkennbar |      | 12954                                                 |
| Brandlhof                                                      | Maria Saal                              | Lage Höfern 1     | Gutshof                                                     | Gutshof (Baumaterial teils aus Virunum-Ruinen) ab 1499 genannt, ab 1555 Präntlhof. | Gutshof mehrfach umgebaut, 1951 aufgestockt und modernisiert; alte Kapelle erhalten.                                                                                       |      | nein                                                  |
| Kleiner Danzboden                                              | Keutschach am See                       | ungef. Lage?      | Wallanlage                                                  | | |      | nein                                                  |
| Schloss Drasing                                                | Krumpendorf am Wörthersee               | Lage              | Schloss                                                     | ab Ende 13. Jahrhundert erwähnt. Schloss im 16. Jahrhundert unter Einbeziehung eines älteren Turms errichtet. | erhalten, bewohnt. |      | 12472                                                 |
| Schloss Ebenau                                                 | Feistritz im Rosental                   | Lage              | Schloss                                                     | im 16. Jahrhundert errichtet; historistisch umgestaltet. | erhalten; bewohnt. |      | 12339                                                 |
| Schloss Ebenfeld                                               | Techelsberg am Wörther See              | ungef. Lage       | sagenhaftes Schloss                                         | | verschollen. |      | nein                                                  |
| Schloss Ebenthal                                               | Ebenthal in Kärnten                     | Lage              | Schloss                                                     | Mitte 16. Jahrhundert errichtet. im 17. Jahrhundert aufgestockt; 1764 spätbarock umgestaltet. | erhalten, bewohnt. |      | 6841                                                  |
| Eibelhof (Eiblhof, Aiblhof, Schöpfendorf)                      | Magdalensberg                           | Lage              | Gutshof                                                     | Hof und Burgfried 1461 genannt; Ende 17. Jahrhundert Ausbau, im 19. Jahrhundert als Schloss bezeichnet. | |      | nein                                                  |
| Römische Befestigung Feistritz im Rosental                     | Feistritz im Rosental                   | Lage              | Feste                                                       | kleine römische Befestigung | deutlich im Gelände erkennbar |      | nein                                                  |
| Schloss Ferlach                                                | Ferlach                                 | Lage              | Schloss                                                     | um 1600 errichtet; Fassade 1781 gestaltet. | erhalten |      | 12343                                                 |
| altes Schloss Freudenberg                                      | Magdalensberg                           | fLage             | Schloss                                                     | Schloss im 16. Jahrhundert über älterem Kern errichtet. | teils umgebaut erhalten, bewohnt. |      | 12510                                                 |
| neues Schloss Freudenberg                                      | Magdalensberg                           | Lage              | Schloss                                                     | Schloss 1779 errichtet. | erhalten, bewohnt. |      | 12510                                                 |
| Höhensiedlung Gallinberg                                       | Techelsberg am Wörthersee               | ungef. Lage       | Höhensiedlung                                               | sagenhafte Höhensiedlung. | |      | nein                                                  |
| Görtschacher Berg                                              | Magdalensberg                           | ungef. Lage       | Fluchtburg?                                                 | lt. Kohla wird hier eine verschollene Fluchtburg vermutet. | |      | nein                                                  |
| Görtschachhof                                                  | Ferlach                                 | ungef. Lage       | Gutshof                                                     | schlossartiger Gutshof im 18. Jahrhundert errichtet. | erhalten und bewohnt. |      | nein                                                  |
| Schloss Gößnitzerhof (Schloss Feistritz im Rosental; Gradisch) | Feistritz im Rosental                   | Lage              | Schloss                                                     | Ende 15. Jahrhundert errichtet; Anfang 19. Jahrhundert nach Zerstörung in Franzosenkriegen wiederaufgebaut. | (mit modernem Zubau) erhalten; bewohnt. |      | 12323                                                 |
| Gradische                                                      | Schiefling am See                       | Lage              | Wallanlage                                                  | urgeschichtliche bis frühmittelalterliche Funde. | Wall erkennbar. |      | nein                                                  |
| Gradischnig (b. Obergöriach)                                   | Moosburg oder Techelsberg am Wörthersee | ungef. Lage?      | sagenhaftes Schloss                                         | | |      | nein                                                  |
| Ansitz Gradnitz                                                | Ebenthal in Kärnten                     | ungef. Lage       | Gutshof                                                     | | verschollen |      | nein                                                  |
| Gutshof Grafenbrunn (Strussnighof, Lintlhof)                   | Maria Saal                              | Lage              | Gutshof                                                     | Gutshof ab 1468 genannt; Anfang 18. Jahrhundert verfallen. dann wiederhergestellt. | erneuert erhalten. |      | 12897                                                 |
| Grafenhof (Lesjakhof, Dobernigstöckl)                          | Maria Saal                              | Lage              | Gutshof                                                     | anlässlich eines Umbaus mit 1670 beschriftet. | umgebaut erhalten. |      | nein                                                  |
| Schloss Grafenstein                                            | Grafenstein                             | Lage              | Schloss (am Standort einer ehemaligen Burg), daneben Kirche | seit 15. Jahrhundert hier ein Ansitz (Amthof; dieser wiederum anstelle einer Burg aus dem 12. Jahrhundert?); heutiger Bau 1638 errichtet.                                                                                     | erhalten, bewohnt. |      | 6816                                                  |
| Burg Greifenfels                                               | Ebenthal in Kärnten                     | Lage              | Burg                                                        | ab Anfang 13. Jahrhundert erwähnt; im 17. Jahrhundert bereits stark verfallen. | Ruine |      | 6953                                                  |
| Turm Greifenfels                                               | Ebenthal in Kärnten                     | Lage              | Turm                                                        | im 14. Jahrhundert als nahe bei der Burg gelegen erwähnt. | geringfügige Mauerreste |      | nein                                                  |
| Gumischhof                                                     | Grafenstein                             | Lage              | Gutshof                                                     | im 17. Jahrhundert Sitz eines Pflegers, mit Burgfried. im- m 18. Jahrhundert als ehemaliger Edelmannsitz erwähnt. - In diesem Bereich auch spätantike Befestigungsreste und Funde.                                            | Wirtschaftsgebäude teilweise erhalten; Wohngebäude durch Neubau ersetzt.                                                                                                   |      | nein                                                  |
| Schloss Gundersdorf                                            | Magdalensberg                           | Lage              | Schloss                                                     | Bau des 18. Jahrhunderts. | erhalten; bewohnt. |      | 12513                                                 |
| Gupf                                                           | Sankt Margareten im Rosental            | ungef. Lage       | Befestigung?                                                | zahlreiche Scherbenfunde. | |      | nein                                                  |
| Burg Gurnitz                                                   | Ebenthal in Kärnten                     | Lage              | Burg                                                        | Burg vom 12. bis 15. Jahrhundert erwähnt, im 17. Jahrhundert verfallen. | stark verfallene Ruine. |      | 6956                                                  |
| Herrenhaus Gurnitz (Bräuhaus)                                  | Ebenthal in Kärnten                     | Lage              | Herrenhaus                                                  | Mitte des 16. Jahrhunderts wohl als Nachfolgebau der Burg errichtet; im 18. Jahrhundert umgebaut. | erhalten; bewohnt. |      | 6838                                                  |
| Propstei Gurnitz                                               | Ebenthal in Kärnten                     | Lage              | ehemalige Wehrpropstei                                      | Propstei 1240 genannt (vermutlich am Standort des schon 860 erwähnten curtis errichtet); Kirche 1482 von Ungarn erobert. Kirche im 17. Jahrhundert völlig umgebaut. Mauer war im 17. Jahrhundert noch mit Zinnen versehen.    | Propsteigebäude erhalten; bewohnt. |      | 6830                                                  |
| Wallanlage Gurnitz (Alt-Gurnitz)                               | Ebenthal in Kärnten                     | Lage              | Wallanlage                                                  | bronzezeitliche Funde | Wallanlage erhalten; am geschützten Plateau Strukturen erkennbar. |      | 6837                                                  |
| Schloss Harmsdorf                                              | Magdalensberg                           | ungef. Lage?      | Schloss                                                     | um 1600 bereits als verödet genannt; im 19. Jahrhundert als Burgstall genannt. | verschollen. |      | nein                                                  |
| Heidenschloss Pubersdorf                                       | Poggersdorf                             | Lage              | Wallanlage                                                  | urgeschichtliche Wallanlage? in Franzosenkriegen verwendet. | Wall deutlich sichtbar. |      | 12968                                                 |
| Heidenschloss Oreinzasattel                                    | Feistritz im Rosental                   | Lage              | Turm                                                        | | auf Felsen hoch über einer Kluft geringe Turmreste. |      | nein                                                  |
| Hintergupf                                                     | St. Margareten im Rosental              | Lage              | Befestigung?                                                | Die Rückfallkuppe gilt der Sage nach als ehemaliger Schlossberg. | abgekommen |      | nein                                                  |
| Schloss Hollenburg                                             | Köttmannsdorf                           | Lage              | Burg                                                        | unterhalb prähistorisch besiedelte Höhlen. Burg 1142 erstmals genannt; nach Erdbeben 1348 wieder aufgebaut. im 16. Jahrhundert völlig um- und ausgebaut. Bergfried 1856 abgebrannt.                                           | erhalten, bewohnt. |      | 12424                                                 |
| Kastell Hollenburg                                             | Maria Rain                              | Lage              | Kastell?                                                    | der Sage nach Kastell; im frühen 19. Jahrhundert hier ein Schrotturm errichtet. | abgekommen (die vorhandenen Mauerreste dürften zum Schrotturm gehört haben)                                                                                                |      | nein                                                  |
| Schloss Hornstein                                              | Krumpendorf am Wörthersee               | Lage              | Schloss                                                     | errichtet in der 2. Hälfte des 15. Jahrhunderts. 1860 nordseitig Zubau. | erhalten, bewohnt. |      | 12477                                                 |
| Wallanlage Hum                                                 | Ferlach                                 | Lage              | Wallanlage                                                  | urgeschichtliche Funde | Wallanlage deutlich sichtbar; lt. Kohla angeblich auch Mauerwerk. |      | 12415                                                 |
| Siedlungsplatz Hum                                             | Grafenstein                             | Lage              | Siedlungsplatz                                              | sagenhafte Siedlung; einzelne urgeschichtliche Funde. | |      | nein                                                  |
| Karnburg                                                       | Maria Saal                              | Lage              | befestigte Siedlung                                         | urgeschichtliche und römische Funde; spätantike Siedlung; karolingische Burg des 9. Jahrhunderts. 1481 Kirche gegen Türken verschanzt, doch erobert.                                                                          | Wall teilweise erkennbar. |      | 1292512589                                            |
| Höhensiedlung Kathreinkogel                                    | Schiefling am Wörthersee                | Lage              | Höhensiedlung                                               | | ausgedehnte Wallanlage. 1970/71 prähistorische Keramikfunde. |      | 13111                                                 |
| Altes Schloss Keutschach                                       | Keutschach am See                       | ungef. Lage?      | Burg/Schloss                                                | zu Beginn des 16. Jahrhunderts errichtet (evtl. unter Verwendung eines wehrhaften Vorgängerbaus?); im 18. Jahrhundert abgerissen.                                                                                             | abgekommen |      | nein                                                  |
| Schloss Keutschach                                             | Keutschach am See                       | Lage              | Schloss                                                     | Bau des 17. Jahrhunderts; im 18. Jahrhundert erneuert. | erhalten; als Gemeindeamt genutzt. |      | 6848                                                  |
| Wehrkirche Keutschach                                          | Keutschach am See                       | Lage              | Wehrkirche                                                  | romanisch-gotische Kirche; nachträglich mit Friedhofsbefestigung versehen. | Befestigung abgekommen. |      | 6820                                                  |
| Burg Kirschentheuer                                            | Ferlach                                 | ungef. Lage       | Burg                                                        | sagenhaft; bei Erdbeben 1348 soll in Kirschentheuer eine Burg zerstört worden sein. | verschollen |      | nein                                                  |
| Wehrkirche Köttmannsdorf                                       | Köttmannsdorf                           | Lage              | Wehrkirche                                                  | romanisch-gotische Kirche. Anfang des 19. Jahrhunderts Mauer erniedrigt und mit Zinnen versehen. | Befestigung weitgehend abgekommen. |      | 12425                                                 |
| Kruckekogel                                                    | Maria Saal                              | Lage              | Wallanlage                                                  | römische Funde. | befestigte Kuppe (lt. Kohla Gebäuderest; davon ist nichts mehr zu sehen), doch nur schwach erkennbar.                                                                      |      | nein                                                  |
| Kruckekogel, Nord                                              | Maria Saal                              | Lage              | Grabenanlage                                                | | |      | nein                                                  |
| Kruckekogel, West                                              | Maria Saal                              | Lage              | Wallanlage                                                  | | |      | nein                                                  |
| Schloss Krumpendorf                                            | Krumpendorf am Wörthersee               | Lage              | Schloss                                                     | im 16. Jahrhundert Burgfried genannt. Schloss im 18. Jahrhundert errichtet, Fassade um 1820 gestaltet. | erhalten; bis 2014 als Lehrwerkstätte genutzt. |      | 12454                                                 |
| Wehrkirche Leibsdorf                                           | Poggersdorf                             | Lage              | Wehrkirche                                                  | Kirche 1473 von Türken in Brand gesetzt; danach befestigt. | Schießlöcher in Türe. |      | 12966                                                 |
| Burgruine Leonstein                                            | Pörtschach am Wörther See               | Lage              | Burg                                                        | Burg ab Mitte 12. Jahrhundert errichtet und bis zum 15. Jahrhundert erweitert. im 17. Jahrhundert verfallen. | ausgedehnte Ruine. |      | 13021                                                 |
| Schloss Leonstain                                              | Pörtschach am Wörther See               | Lage              | Schloss                                                     | Renaissancebau des 16. Jahrhunderts (zunächst Meierhof?); im 19./20. Jahrhundert um- und ausgebaut. | erhalten; als Hotel genutzt. |      | 13020                                                 |
| Schloss Lind                                                   | Maria Saal                              | Lage              | Schloss                                                     | Edelmannssitz des 16. Jahrhunderts; mehrmals umgebaut (1920 halbrunder Vorbau an Längsfront angesetzt). | umgebaut erhalten; bewohnt. |      | 12924                                                 |
| Befestigung Loibl (na gradu)                                   | Ferlach                                 | Lage              | Befestigung                                                 | urgeschichtlich? | geringe Reste erkennbar. |      | nein                                                  |
| Magdalensberg                                                  | Magdalensberg                           | Lage              | befestigte Siedlung                                         | Norische befestigte Siedlung der Zeitenwende | Ausgrabungen. |      | 129519                                                |
| Kirche Magdalensberg                                           | Magdalensberg                           | Lage              | Wehrkirche                                                  | Kirche des 15. Jahrhunderts; im 15. und 16. Jahrhundert befestigt. | Schießscharten vermauert. |      | 12534                                                 |
| Mali Grad (Singerberg)                                         | Feistritz im Rosental                   | Lage              | Wallanlage                                                  | urgeschichtliche Funde | undeutliche Wallanlage |      | nein                                                  |
| Wehrprobstei und -kirche Maria Saal                            | Maria Saal                              | Lage              | Wehrprobstei                                                | Mitte des 15. Jahrhunderts stark befestigt. von Ungarn 1480 belagert (Geschützkugel am Südportal ausgestellt). Wehranlagen der Kirche selber bei Brand 1670 abgekommen.                                                       | erhalten: 7 m breiter in Fels gehauener Wehrgraben. Torbau mit Schießscharten. Teile der Kirchhofmauer mit Schießscharten. Wehrbauten Kanonikerstöckl und Kapuzinerstöckl. |      | 12900 12901 12902 12905 12906 12907 12908 12909 12914 |
| Wehrprobstei Maria Wörth                                       | Maria Wörth                             | Lage              | Wehrprobstei                                                | Propstei im 12. Jahrhundert gegründet. | Wehranlagen bis auf ein paar Schlüsselscharten in der Kirche weitgehend abgekommen.                                                                                        |      | 12928 12929 12932 12933                               |
| Schloss in der Matschach                                       | Feistritz im Rosental                   | ungef. Lage?      | Schloss                                                     | im 17. Jahrhundert als Gewerkensitz erwähnt. Anfang 18. Jahrhundert abgetragen. | verschollen |      | nein                                                  |
| Schloss Meiselberg (Possau)                                    | Maria Saal                              | Lage              | Schloss                                                     | 1595 erwähnt; im 17. Jahrhundert erweitert; im 18. Jahrhundert barock ausgebaut. | erhalten, bewohnt. |      | 12918                                                 |
| Schloss Möderndorf                                             | Maria Saal                              | Lage              | Schloss                                                     | seit 12. Jahrhundert hier Gutshof bzw. Befestigung. heutiger Bau im 17. Jahrhundert auf romanischem Kern errichtet; um 1800 in Verfall; Mitte des 19. Jahrhunderts erneuert und umgebaut (teils abgebrochen, teils angebaut). | umgebaut erhalten. |      | 12916                                                 |
| Modestusstöckl                                                 | Maria Saal                              | Lage              | Wehrbau                                                     | mittelalterlicher turmartiger Wehrbau. Umgebaut zu Armenhaus. | umgebaut erhalten. |      | nein                                                  |
| Schloss Moosburg                                               | Moosburg                                | Lage              | Schloss                                                     | Anfang des 16. Jahrhunderts als Wehrbau errichtet; noch im 16. und im 18. Jahrhundert schlossartig erweitert. | erhalten; als Hotelrestaurant genutzt. |      | 12952                                                 |
| Schloss Nussberg                                               | Moosburg                                | ungef. Lage?      | Schloss                                                     | um 1600 als ödes Schloss bezeichnet | verschollen |      | nein                                                  |
| Ostrovca                                                       | Ferlach                                 | Lage              | Siedlung                                                    | urgeschichtliche und römerzeitliche Siedlung; sagenhafte Burg | archäologische Fundstätte |      | 113575                                                |
| Schloss Ottmanach                                              | Magdalensberg                           | Lage              | Schloss                                                     | Gutshof erste Hälfte 16. Jahrhundert errichtet; im 17./18. Jahrhundert um- und ausgebaut. | erhalten; bewohnt. |      | 12529                                                 |
| Pakeinhof (Pokein)                                             | Grafenstein                             | Lage              | Gutshof                                                     | Gutshof im 17. Jahrhundert (über älterem Bau?) errichtet; um- und ausgebaut. | umgebaut erhalten; bewohnt. |      | nein                                                  |
| Petelinz (Steinburg)                                           | Maria Rain                              | Lage              | Wallanlage                                                  | | Wälle deutlich erkennbar. |      | nein                                                  |
| Wehrkirche Pirk                                                | Krumpendorf am Wörthersee               | Lage              | Wehrkirche                                                  | romanische Kirche, gotisch erneuert, später völlig erneuert, nur mehr Turm geht auf alten Bau zurück. | Befestigung abgekommen. |      | 12467                                                 |
| Schloss Portendorf                                             | Magdalensberg                           | Lage              | Schloss                                                     | Edelmannssitz ab 13. Jahrhundert; im 17. Jahrhundert mehrtürmiges Schloss; Ende 19. Jahrhundert abgekommen | abgekommen; nur mehr Kapelle (mit Wehrgeschoß) und Wirtschaftsgebäude erhalten                                                                                             |      | Schlosskapelle: 12512                                 |
| Wehrkirche Pörtschach am Berg                                  | Maria Saal                              | Lage              | Wehrkirche                                                  | romanischer Kern | |      | 12522                                                 |
| Poschnikar                                                     | Ferlach                                 | Lage?             | Feste                                                       | sagenhafte Feste | Ende 19. Jahrhundert noch Mauerviereckreste erkennbar. |      | nein                                                  |
| Burg Prosinza                                                  | Grafenstein                             | ungef. Lage       | Burg                                                        | sagenhafte Burg (Höhlenburg?); im 10. Jahrhundert errichtet; angeblich beim Erdbeben 1348 abgestürzt. | verschollen; vielleicht bei der Prosinza-Halbhöhle? |      | nein                                                  |
| Pugrad (Podgrad, Čöči)                                         | Ludmannsdorf                            | Lage              | Wallanlage                                                  | urgeschichtliche bis frühmittelalterliche Keramikfunde. | ausgedehnte Wallanlage deutlich erkennbar. |      | nein                                                  |
| Radischhöhe                                                    | Moosburg                                | Lage              | Befestigung?                                                | angeblich befestigte Kuppe. | |      | nein                                                  |
| Wehrkirche Radsberg                                            | Ebenthal in Kärnten                     | Lage              | Wehrkirche                                                  | spätgotische Wehrkirche | Befestigung abgekommen. |      | 6835                                                  |
| Schloss Rain                                                   | Grafenstein                             | Lage              | Schloss                                                     | seit 16. Jahrhundert Hof erwähnt; heutiger Bau (über älterem Kern?) im 18. Jahrhundert errichtet, um 1900 aufgestockt. | erhalten; bewohnt. |      | 6801                                                  |
| Turm Ratzendorf                                                | Maria Saal                              | ungef. Lage?      | Turm                                                        | im 15. Jahrhundert Turm zu Ratzendorf genannt. | verschollen |      | nein                                                  |
| Schloss Ratzenegg                                              | Moosburg                                | Lage              | Schloss (ehem. Burg)                                        | Feste ab 1333 genannt. seit 16. Jahrhundert mehrmals erweitert und umgebaut. | umgebaut erhalten; bewohnt. |      | 12953                                                 |
| Burg Reifnitz                                                  | Maria Wörth                             | Lage              | Burg                                                        | sehr alter Burgenstandort; erst 1145 urkundlich erwähnt. Verfall im 17. Jahrhundert. | Ruine |      | 12936                                                 |
| Schloss Reifnitz (Klein Miramar)                               | Maria Wörth                             | Lage              | Schloss                                                     | 1898 späthistoristisch errichtet. | erhalten, bewohnt. |      | 12938                                                 |
| Turm Reifnitz                                                  | Maria Wörth                             | Lage              | Turm                                                        | | Turmgrundriss erkennbar |      | nein                                                  |
| Vorburg Reifnitz                                               | Keutschach am See                       | Lage              | Vorburg                                                     | Vorburg zu Reifnitz; aus 12. Jahrhundert? | Ruine |      | 6844                                                  |
| Schloss Riedenegg (Lind)                                       | Grafenstein                             | Lage              | Schloss                                                     | im 17. Jahrhundert erbaut; Fassade im 19. Jahrhundert verändert. | erhalten; bewohnt. |      | 6809                                                  |
| Schloss Rosenegg (Greisseneggerhof)                            | Ebenthal in Kärnten                     | Lage              | Schloss                                                     | seit Anfang des 17. Jahrhunderts nachweisbar. | erhalten; bewohnt. |      | 6840                                                  |
| Höhlenburg Rottenstein                                         | Ebenthal in Kärnten                     | Lage              | Höhlenburg                                                  | vom 12. bis Mitte des 16. Jahrhunderts genannt. | Ruine |      | 6839                                                  |
| Schloss Saager                                                 | Grafenstein                             | Lage              | Schloss                                                     | Schloss im 16. Jahrhundert errichtet auf älterem Kern (ab 1372 Turm erwähnt). in Kämpfen 1919 schwer beschädigt; wiederhergestellt, um 1970 restauriert.                                                                      | erhalten (bzw. wiederhergestellt) |      | 6814                                                  |
| Burgstall Sand                                                 | Grafenstein                             | Lage              | Wallanlage                                                  | urgeschichtliche Funde | markante Wallanlage |      | 49406                                                 |
| Wehrkirche St. Gandolf                                         | Köttmannsdorf                           | Lage              | Wehrkirche                                                  | | Kirche erhalten; Befestigung großteils abgekommen. |      | 12426                                                 |
| Wehrkirche St. Margareten im Rosental                          | Sankt Margareten im Rosental            | Lage              | Wehrkirche                                                  | | Kirche mit Schießscharten erhalten; Friedhofsbefestigung abgekommen. |      | 13071                                                 |
| Wehrkirche St. Michael am Zollfeld                             | Maria Saal                              | Lage              | Wehrkirche                                                  | spätgotische Wehrkirche; 1739 nach Brand verändert. | Kirche umgebaut erhalten; Befestigung abgekommen. |      | 12920                                                 |
| Wehrkirche St. Michael ob der Gurk                             | Poggersdorf                             | Lage              | Wehrkirche                                                  | spätgotische Wehrkirche. | Kirche umgebaut erhalten; Befestigung weitgehend abgekommen. |      | 12971                                                 |
| Wehrkirche St. Peter bei Grafenstein                           | Grafenstein                             | Lage              | Wehrkirche                                                  | gotische Wehrkirche. Mitte des 19. Jahrhunderts Teile der Wehrmauer mit Wehrgang abgetragen. | Friedhofsbefestigung teilweise erhalten. |      | 6810                                                  |
| Wehrkirche St. Thomas am Zeiselberg                            | Magdalensberg                           | Lage              | Wehrkirche                                                  | gotische Wehrkirche. | Befestigung abgekommen. |      | 12515                                                 |
| Burg Schalach                                                  | Maria Rain                              | ungef. Lage?      | Burg                                                        | im 12. Jahrhundert Geschlecht von Schalach mehrfach belegt; sagenhaftes Schloss. | verschollen |      | nein                                                  |
| Schanze                                                        | Krumpendorf am Wörthersee               | Lage              | Befestigung                                                 | Schanze am Felshügel bei Villa Popetschnig (Villa Seeheim). In der Nähe, bei Villa Gorup, wurden vor 1900 Reste eines römischen(?) Wehrturms mit 20 m Durchmesser beschrieben.                                                | Befestigungsrest erkennbar. |      | nein                                                  |
| Schurianhof                                                    | Magdalensberg                           | Lage              | Ansitz                                                      | errichtet als Nachfolgebau der Burg Timenitz. | |      | nein                                                  |
| Seeburg                                                        | Pörtschach am Wörther See               | Lage              | Burg                                                        | ab 1142 erwähnt; 1386 baufällig. | zerfallen; Verlauf des Berings erkennbar. |      | nein                                                  |
| Wallanlage Sechzigerberg                                       | Magdalensberg                           | Lage              | Wallanlage                                                  | urgeschichtliche Funde. | Wallanlage erkennbar. |      | 12516                                                 |
| Stadlhof St. Gandolf                                           | Köttmannsdorf                           | ungef. Lage       | Adelssitz                                                   | im 12./13. Jahrhundert Sitz eines ritterlichen Geschlechts. | abgekommen. |      | nein                                                  |
| Stallhofen                                                     | Moosburg                                | Lage              | Burgstall                                                   | befestigt gewesener Wirtschaftshof der Moosburg? | befestigte Terrasse. |      | nein                                                  |
| Burg Thurn                                                     | Magdalensberg                           | Lage?             | Burg                                                        | sagenhafte Ruine | verschollen |      | nein                                                  |
| Malteserordensgebäude Thurn                                    | Maria Saal                              | Lage?             | Gutshof                                                     | schlossartiges Gebäude des Malteserordens; mittelalterlicher Kern? | |      | nein                                                  |
| Schloss Tigring                                                | Moosburg                                | Lage              | Schloss                                                     | seit 12. Jahrhundert ein Gut nachweisbar; im 17. Jahrhundert Schloss errichtet. | erhalten. |      | 12963                                                 |
| Wehrkirche Tigring                                             | Moosburg                                | Lage              | Wehrkirche                                                  | romanische Kirche, gotisch umgebaut; Ende 15. Jahrhundert befestigt. | |      | 12958                                                 |
| Burg Timenitz                                                  | Magdalensberg                           | ungef. Lage       | Burg                                                        | um 1280 Feste Timenitz genannt; im 16. Jahrhundert als Schloss bezeichnet. | abgekommen. |      | nein                                                  |
| Wehrkirche Timenitz                                            | Magdalensberg                           | Lage              | Wehrkirche                                                  | romanisch-gotischer Bau; lt. Volksmund ursprünglich im Bering der Burg. | Wehrmauer teilweise erhalten. |      | 12518                                                 |
| Schloss Töltschach                                             | Maria Saal                              | Lage              | Gutshof                                                     | einfacher ländlicher Edelmannssitz im 15./16. Jahrhundert errichtet; um 1700 barock umgebaut. | modernisiert erhalten. |      | 12922                                                 |
| Tonhof                                                         | Maria Saal                              | Lage              | Ansitz                                                      | Amthof des Maria Saaler Landgerichts. im Kern gotisch mit Turm. | erhalten. |      | 12894                                                 |
| Schloss Truttendorf                                            | Grafenstein                             | Lage              | Schloss (ehem. Wehrturm)                                    | Turm seit 12. Jahrhundert? 1476 gegen Türken verteidigt. Ende 16. Jahrhundert Schloss errichtet; Brand 1850, dann weitgehend abgetragen.                                                                                      | abgekommen |      | nein                                                  |
| Schloss Tschachoritsch (Zacherigkh)                            | Köttmannsdorf                           | ungef. Lage?      | Schloss                                                     | sagenhafte Schlossruine, Mitte 19. Jahrhundert noch Spuren erkennbar. | verschollen |      | nein                                                  |
| Wehrkirche Tultschnig                                          | Krumpendorf am Wörthersee               | Lage              | Wehrkirche                                                  | romanisch-gotische Anlage; 1482 gegen Ungarn verteidigt. Friedhofsbefestigung bei Renovierung 1813 beseitigt. | Befestigung abgekommen. |      | 12475                                                 |
| Turia                                                          | Schiefling am Wörthersee                | Lage              | sagenhafte Fluchtburg                                       | ausgedehnte Hochfläche, nur über wenige natürliche „Tore“ zugänglich. | |      | nein                                                  |
| Veliki Grad (Singerberg)                                       | Feistritz im Rosental                   | Lage              | Wallanlage                                                  | urgeschichtliche Funde | Wallanlage erkennbar |      | nein                                                  |
| Verburg (Erburg, Hörburg, Erdberg, Jerberg)                    | Schiefling am Wörthersee                | Lage?             | Burg                                                        | ab 1168 genannt; um 1480 bereits verlassen. Reste für Kirchenbau verwendet. | verfallen |      | nein                                                  |
| Burg Wildenberg (Grad, Graditsche)                             | Ferlach                                 | Lage              | Burg                                                        | zunächst für Wallanlage gehalten; urgeschichtliche und römerzeitliche Funde. Ausgrabungen 2007 zeigten Reste hochmittelalterlicher Turmburg; offenbar die im 13./14. Jahrhundert erwähnte Feste Wildenberg.                   | deutlich erkennbare Wallanlage. 2007 ergrabener Gebäuderest. |      | nein                                                  |
| Wurmhof                                                        | Moosburg                                | Lage              | Gutshof                                                     | Gutshof im 17. Jahrhundert errichtet | umgebaut erhalten. |      | nein                                                  |
| Wuttekogel                                                     | Moosburg                                | ungef. Lage?      | Befestigung                                                 | urgeschichtliche Scherbenfunde | geringe Spuren einer Höhenbefestigung erkennbar. |      | nein                                                  |
| Burgruine Zeiselberg                                           | Magdalensberg                           | Lage              | Burg                                                        | ab 1250 genannt; 1293 zerstört; Burgstall bis Ende 15. Jahrhundert, aber vielleicht nicht mehr aufgebaut. seit 1989 Rekonstruktion.                                                                                           | kleine Ruine, seit 1989 teils wiederaufgebaut. |      | 12526                                                 |

## Bemerkungen
1. ↑  Franz X. Kohla: Kärntens Burgen, Schlösser, Ansitze und wehrhafte Stätten. Ein Beitrag zur Siedlungstopographie. 2. verm. Auflage. Geschichtsverein für Kärnten, Klagenfurt 1973, S. 2.
2. ↑  H. Wiessner, G. Seebach: Burgen und Schlösser in Kärnten. Klagenfurt – Feldkirchen – Völkermarkt. 2. erw. Auflage. Birken, Wien 1980, S. 59.
3. ↑  H. Wiessner, G. Seebach: Burgen und Schlösser in Kärnten. Klagenfurt – Feldkirchen – Völkermarkt. 2. erw. Auflage. Birken, Wien 1980, S. 74.
4. ↑  H. Wiessner, G. Seebach: Burgen und Schlösser in Kärnten. Klagenfurt – Feldkirchen – Völkermarkt. 2. erw. Auflage. Birken, Wien 1980, S. 74.
5. ↑  H. Wiessner, G. Seebach: Burgen und Schlösser in Kärnten. Klagenfurt – Feldkirchen – Völkermarkt. 2. erw. Auflage. Birken, Wien 1980, S. 88f.
6. ↑  H. Wiessner, G. Seebach: Burgen und Schlösser in Kärnten. Klagenfurt – Feldkirchen – Völkermarkt. 2. erw. Auflage. Birken, Wien 1980, S. 88f.
7. ↑  H. Wiessner, G. Seebach: Burgen und Schlösser in Kärnten. Klagenfurt – Feldkirchen – Völkermarkt. 2. erw. Auflage. Birken, Wien 1980, S. 88f.
8. ↑  nicht in Literatur erwähnt
9. ↑  Hermann Wiessner, Gerhard Seebach: Burgen und Schlösser um Friesach, St. Veit, Wolfsberg. Birken-Verlag, Wien, 2. erw. Auflage. 1977. S. 14–15.
10. ↑  Franz X. Kohla: Kärntens Burgen, Schlösser, Ansitze und wehrhafte Stätten. Ein Beitrag zur Siedlungstopographie. 2. verm. Auflage. Geschichtsverein für Kärnten, Klagenfurt 1973, S. 32.
11. ↑  H. Wiessner, G. Seebach: Burgen und Schlösser in Kärnten. Klagenfurt – Feldkirchen – Völkermarkt. 2. erw. Auflage. Birken, Wien 1980, S. 45ff.
12. ↑  H. Wiessner, G. Seebach: Burgen und Schlösser in Kärnten. Klagenfurt – Feldkirchen – Völkermarkt. 2. erw. Auflage. Birken, Wien 1980, S. 47f.
13. ↑  Franz X. Kohla: Kärntens Burgen, Schlösser, Ansitze und wehrhafte Stätten. Ein Beitrag zur Siedlungstopographie. 2. verm. Auflage. Geschichtsverein für Kärnten, Klagenfurt 1973, S. 39f.
14. ↑  H. Wiessner, G. Seebach: Burgen und Schlösser in Kärnten. Klagenfurt – Feldkirchen – Völkermarkt. 2. erw. Auflage. Birken, Wien 1980, S. 48f.
15. ↑  H. Wiessner, G. Seebach: Burgen und Schlösser in Kärnten. Klagenfurt – Feldkirchen – Völkermarkt. 2. erw. Auflage. Birken, Wien 1980, S. 49.
16. ↑  Franz X. Kohla: Kärntens Burgen, Schlösser, Ansitze und wehrhafte Stätten. Ein Beitrag zur Siedlungstopographie. 2. verm. Auflage. Geschichtsverein für Kärnten, Klagenfurt 1973, S. 49.
17. ↑  H. Wiessner, G. Seebach: Burgen und Schlösser in Kärnten. Klagenfurt – Feldkirchen – Völkermarkt. 2. erw. Auflage. Birken, Wien 1980, S. 54f.
18. ↑  H. Wiessner, G. Seebach: Burgen und Schlösser in Kärnten. Klagenfurt – Feldkirchen – Völkermarkt. 2. erw. Auflage. Birken, Wien 1980, S. 55f.
19. ↑  H. Wiessner, G. Seebach: Burgen und Schlösser in Kärnten. Klagenfurt – Feldkirchen – Völkermarkt. 2. erw. Auflage. Birken, Wien 1980, S. 56.
20. ↑  Franz X. Kohla: Kärntens Burgen, Schlösser, Ansitze und wehrhafte Stätten. Ein Beitrag zur Siedlungstopographie. 2. verm. Auflage. Geschichtsverein für Kärnten, Klagenfurt 1973, S. 64f.
21. ↑  Franz X. Kohla: Kärntens Burgen, Schlösser, Ansitze und wehrhafte Stätten. Ein Beitrag zur Siedlungstopographie. 2. verm. Auflage. Geschichtsverein für Kärnten, Klagenfurt 1973, S. 78.
22. ↑  H. Wiessner, G. Seebach: Burgen und Schlösser in Kärnten. Klagenfurt – Feldkirchen – Völkermarkt. 2. erw. Auflage. Birken, Wien 1980, S. 55.
23. ↑  H. Wiessner, G. Seebach: Burgen und Schlösser in Kärnten. Klagenfurt – Feldkirchen – Völkermarkt. 2. erw. Auflage. Birken, Wien 1980, S. 50.
24. ↑  Johann Viertler: Befestigte Anlagen und Bodenfunde in Südkärnten. in: Carinthia I, Jg. 160, Geschichtsverein für Kärnten, Klagenfurt 1970. S. 301–304.
25. 1 2  Franz X. Kohla: Kärntens Burgen, Schlösser, Ansitze und wehrhafte Stätten. Ein Beitrag zur Siedlungstopographie. 2. verm. Auflage. Geschichtsverein für Kärnten, Klagenfurt 1973, S. 87.
26. ↑  lt. Kohla, der die Örtlichkeit nicht selber besucht hatte, „in Obergöriach am Gallinberg.“ Die hier vorgeschlagenen Koordinaten verweisen auf eine knapp 500 m von Obergöriach entfernte Rückfallkuppe (Kriessning im Franziszeischen Kataster bezeichnet.)
27. ↑  H. Wiessner, G. Seebach: Burgen und Schlösser in Kärnten. Klagenfurt – Feldkirchen – Völkermarkt. 2. erw. Auflage. Birken, Wien 1980, S. 84f.
28. ↑  Hermann Wiessner, Gerhard Seebach: Burgen und Schlösser um Friesach, St. Veit, Wolfsberg. Birken-Verlag, Wien, 2. erw. Auflage. 1977. S. 85.
29. ↑  H. Wiessner, G. Seebach: Burgen und Schlösser in Kärnten. Klagenfurt – Feldkirchen – Völkermarkt. 2. erw. Auflage. Birken, Wien 1980, S. 60f.
30. ↑  Karl Kafka: Wehrkirchen Kärntens I. Birken-Verlag, Wien. 1971. S. 65f.
31. ↑  H. Wiessner, G. Seebach: Burgen und Schlösser in Kärnten. Klagenfurt – Feldkirchen – Völkermarkt. 2. erw. Auflage. Birken, Wien 1980, S. 61f.
32. ↑  H. Wiessner, G. Seebach: Burgen und Schlösser in Kärnten. Klagenfurt – Feldkirchen – Völkermarkt. 2. erw. Auflage. Birken, Wien 1980, S. 62.
33. ↑  gilt laut Literatur verschollen; doch Koordinaten verweisen auf Kuppe nahe Ruine Greifenfels mit deutlichen Befestigungsspuren.
34. ↑  H. Wiessner, G. Seebach: Burgen und Schlösser in Kärnten. Klagenfurt – Feldkirchen – Völkermarkt. 2. erw. Auflage. Birken, Wien 1980, S. 62.
35. ↑  H. Wiessner, G. Seebach: Burgen und Schlösser in Kärnten. Klagenfurt – Feldkirchen – Völkermarkt. 2. erw. Auflage. Birken, Wien 1980, S. 62f.
36. ↑  H. Wiessner, G. Seebach: Burgen und Schlösser in Kärnten. Klagenfurt – Feldkirchen – Völkermarkt. 2. erw. Auflage. Birken, Wien 1980, S. 63f.
37. ↑  H. Wiessner, G. Seebach: Burgen und Schlösser in Kärnten. Klagenfurt – Feldkirchen – Völkermarkt. 2. erw. Auflage. Birken, Wien 1980, S. 64.
38. ↑  H. Wiessner, G. Seebach: Burgen und Schlösser in Kärnten. Klagenfurt – Feldkirchen – Völkermarkt. 2. erw. Auflage. Birken, Wien 1980, S. 63.
39. ↑  Karl Kafka: Wehrkirchen Kärntens I. Birken-Verlag, Wien. 1971. S. 78f.
40. ↑  H. Wiessner, G. Seebach: Burgen und Schlösser in Kärnten. Klagenfurt – Feldkirchen – Völkermarkt. 2. erw. Auflage. Birken, Wien 1980, S. 60.
41. ↑  Franz X. Kohla: Kärntens Burgen, Schlösser, Ansitze und wehrhafte Stätten. Ein Beitrag zur Siedlungstopographie. 2. verm. Auflage. Geschichtsverein für Kärnten, Klagenfurt 1973, S. 115.
42. ↑  Der heutige Name des Ortes Harmsdorf ist Reigersdorf.
43. ↑  Franz X. Kohla: Kärntens Burgen, Schlössefr, Ansitze und wehrhafte Stätten. Ein Beitrag zur Siedlungstopographie. 2. verm. Auflage. Geschichtsverein für Kärnten, Klagenfurt 1973, S. 117.
44. ↑  Franz X. Kohla: Kärntens Burgen, Schlösser, Ansitze und wehrhafte Stätten. Ein Beitrag zur Siedlungstopographie. 2. verm. Auflage. Geschichtsverein für Kärnten, Klagenfurt 1973, S. 118.
45. ↑  Franz X. Kohla: Kärntens Burgen, Schlösser, Ansitze und wehrhafte Stätten. Ein Beitrag zur Siedlungstopographie. 2. verm. Auflage. Geschichtsverein für Kärnten, Klagenfurt 1973, S. 124.
46. ↑  H. Wiessner, G. Seebach: Burgen und Schlösser in Kärnten. Klagenfurt – Feldkirchen – Völkermarkt. 2. erw. Auflage. Birken, Wien 1980, S. 67ff.
47. ↑  Franz X. Kohla: Kärntens Burgen, Schlösser, Ansitze und wehrhafte Stätten. Ein Beitrag zur Siedlungstopographie. 2. verm. Auflage. Geschichtsverein für Kärnten, Klagenfurt 1973, S. 135.
48. ↑  H. Wiessner, G. Seebach: Burgen und Schlösser in Kärnten. Klagenfurt – Feldkirchen – Völkermarkt. 2. erw. Auflage. Birken, Wien 1980, S. 69f.
49. 1 2  Franz X. Kohla: Kärntens Burgen, Schlösser, Ansitze und wehrhafte Stätten. Ein Beitrag zur Siedlungstopographie. 2. verm. Auflage. Geschichtsverein für Kärnten, Klagenfurt 1973, S. 139.
50. ↑  vielleicht beziehen sich die von Kohla erwähnten, aber nicht verifizierten "sagenhaften Schlossruinen-Reste" bei Gabel (heute Ortsteil von Ferlach) darauf?
51. ↑  H. Wiessner, G. Seebach: Burgen und Schlösser in Kärnten. Klagenfurt – Feldkirchen – Völkermarkt. 2. erw. Auflage. Birken, Wien 1980, S. 70f.
52. ↑  Karl Kafka: Wehrkirchen Kärntens I. Birken-Verlag, Wien. 1971. S. 90f.
53. ↑  Franz X. Kohla: Kärntens Burgen, Schlösser, Ansitze und wehrhafte Stätten. Ein Beitrag zur Siedlungstopographie. 2. verm. Auflage. Geschichtsverein für Kärnten, Klagenfurt 1973, S. 147.
54. ↑  Johann Viertler: Vorgeschichtliche Funde auf dem Kathreinkogel bei Schiefling am See. in: Carinthia I, Geschichtsverein für Kärnten, Klagenfurt 1973, S. 5–8.
55. ↑  H. Wiessner, G. Seebach: Burgen und Schlösser in Kärnten. Klagenfurt – Feldkirchen – Völkermarkt. 2. erw. Auflage. Birken, Wien 1980, S. 74.
56. ↑  Geschichte Schloss Keutschach, auf www.keutschach.gv.at (Memento vom 23. September 2018 im Internet Archive)
57. ↑  H. Wiessner, G. Seebach: Burgen und Schlösser in Kärnten. Klagenfurt – Feldkirchen – Völkermarkt. 2. erw. Auflage. Birken, Wien 1980, S. 74.
58. ↑  Franz X. Kohla: Kärntens Burgen, Schlösser, Ansitze und wehrhafte Stätten. Ein Beitrag zur Siedlungstopographie. 2. verm. Auflage. Geschichtsverein für Kärnten, Klagenfurt 1973, S. 149.
59. ↑  Karl Kafka: Wehrkirchen Kärntens I. Birken-Verlag, Wien. 1971. S. 91.
60. ↑  Franz X. Kohla: Kärntens Burgen, Schlösser, Ansitze und wehrhafte Stätten. Ein Beitrag zur Siedlungstopographie. 2. verm. Auflage. Geschichtsverein für Kärnten, Klagenfurt 1973, S. 153.
61. ↑  Franz X. Kohla: Kärntens Burgen, Schlösser, Ansitze und wehrhafte Stätten. Ein Beitrag zur Siedlungstopographie. 2. verm. Auflage. Geschichtsverein für Kärnten, Klagenfurt 1973, S. 162.
62. ↑  Karl Kafka: Wehrkirchen Kärntens I. Birken-Verlag, Wien. 1971. S. 98ff.
63. ↑  Franz X. Kohla: Kärntens Burgen, Schlösser, Ansitze und wehrhafte Stätten. Ein Beitrag zur Siedlungstopographie. 2. verm. Auflage. Geschichtsverein für Kärnten, Klagenfurt 1973, S. 171.
64. ↑  markante Grabenanlage, in Literatur nicht erwähnt. Abbau oder Befestigung?
65. ↑  markante Wallanlage, in Literatur nicht erwähnt. Verschanzung?
66. ↑  H. Wiessner, G. Seebach: Burgen und Schlösser in Kärnten. Klagenfurt – Feldkirchen – Völkermarkt. 2. erw. Auflage. Birken, Wien 1980, S. 74f.
67. ↑  Karl Kafka: Wehrkirchen Kärntens I. Birken-Verlag, Wien. 1971. S. 112.
68. ↑  H. Wiessner, G. Seebach: Burgen und Schlösser in Kärnten. Klagenfurt – Feldkirchen – Völkermarkt. 2. erw. Auflage. Birken, Wien 1980, S. 76f.
69. ↑  H. Wiessner, G. Seebach: Burgen und Schlösser in Kärnten. Klagenfurt – Feldkirchen – Völkermarkt. 2. erw. Auflage. Birken, Wien 1980, S. 76f.
70. ↑  H. Wiessner, G. Seebach: Burgen und Schlösser in Kärnten. Klagenfurt – Feldkirchen – Völkermarkt. 2. erw. Auflage. Birken, Wien 1980, S. 78f.
71. ↑  H. Wiessner, G. Seebach: Burgen und Schlösser in Kärnten. Klagenfurt – Feldkirchen – Völkermarkt. 2. erw. Auflage. Birken, Wien 1980, S. 79f.
72. ↑  lt. Kohla „nördlich der alten Leonhardi-Kirche, hoch über der Loiblstraße.“
73. ↑  H. Wiessner, G. Seebach: Burgen und Schlösser in Kärnten. Klagenfurt – Feldkirchen – Völkermarkt. 2. erw. Auflage. Birken, Wien 1980, S. 80f.
74. ↑  Karl Kafka: Wehrkirchen Kärntens I. Birken-Verlag, Wien. 1971. S. 115ff.
75. ↑  Franz X. Kohla: Kärntens Burgen, Schlösser, Ansitze und wehrhafte Stätten. Ein Beitrag zur Siedlungstopographie. 2. verm. Auflage. Geschichtsverein für Kärnten, Klagenfurt 1973, S. 199f.
76. ↑  H. Wiessner, G. Seebach: Burgen und Schlösser in Kärnten. Klagenfurt – Feldkirchen – Völkermarkt. 2. erw. Auflage. Birken, Wien 1980, S. 81ff.
77. ↑  Karl Kafka: Wehrkirchen Kärntens I. Birken-Verlag, Wien. 1971. S. 124ff.
78. ↑  Franz X. Kohla: Kärntens Burgen, Schlösser, Ansitze und wehrhafte Stätten. Ein Beitrag zur Siedlungstopographie. 2. verm. Auflage. Geschichtsverein für Kärnten, Klagenfurt 1973, S. 209.
79. ↑  Karl Kafka: Wehrkirchen Kärntens II. Birken-Verlag, Wien. 1972. S. 78f.
80. ↑  Franz X. Kohla: Kärntens Burgen, Schlösser, Ansitze und wehrhafte Stätten. Ein Beitrag zur Siedlungstopographie. 2. verm. Auflage. Geschichtsverein für Kärnten, Klagenfurt 1973, S. 210.
81. ↑  H. Wiessner, G. Seebach: Burgen und Schlösser in Kärnten. Klagenfurt – Feldkirchen – Völkermarkt. 2. erw. Auflage. Birken, Wien 1980, S. 85f.
82. ↑  H. Wiessner, G. Seebach: Burgen und Schlösser in Kärnten. Klagenfurt – Feldkirchen – Völkermarkt. 2. erw. Auflage. Birken, Wien 1980, S. 86ff.
83. ↑  Hermann Wiessner, Gerhard Seebach: Burgen und Schlösser um Friesach, St. Veit, Wolfsberg. Birken-Verlag, Wien, 2. erw. Auflage. 1977. S. 84.
84. ↑  H. Wiessner, G. Seebach: Burgen und Schlösser in Kärnten. Klagenfurt – Feldkirchen – Völkermarkt. 2. erw. Auflage. Birken, Wien 1980, S. 89.
85. ↑  Franz X. Kohla: Kärntens Burgen, Schlösser, Ansitze und wehrhafte Stätten. Ein Beitrag zur Siedlungstopographie. 2. verm. Auflage. Geschichtsverein für Kärnten, Klagenfurt 1973, S. 229.
86. ↑  Franz X. Kohla: Kärntens Burgen, Schlösser, Ansitze und wehrhafte Stätten. Ein Beitrag zur Siedlungstopographie. 2. verm. Auflage. Geschichtsverein für Kärnten, Klagenfurt 1973, S. 237.
87. ↑  H. Wiessner, G. Seebach: Burgen und Schlösser in Kärnten. Klagenfurt – Feldkirchen – Völkermarkt. 2. erw. Auflage. Birken, Wien 1980, S. 89f.
88. ↑  H. Wiessner, G. Seebach: Burgen und Schlösser in Kärnten. Klagenfurt – Feldkirchen – Völkermarkt. 2. erw. Auflage. Birken, Wien 1980, S. 90f.
89. ↑  Franz X. Kohla: Kärntens Burgen, Schlösser, Ansitze und wehrhafte Stätten. Ein Beitrag zur Siedlungstopographie. 2. verm. Auflage. Geschichtsverein für Kärnten, Klagenfurt 1973, S. 241.
90. ↑  Franz X. Kohla: Kärntens Burgen, Schlösser, Ansitze und wehrhafte Stätten. Ein Beitrag zur Siedlungstopographie. 2. verm. Auflage. Geschichtsverein für Kärnten, Klagenfurt 1973, S. 244.
91. ↑  Karl Kafka: Wehrkirchen Kärntens II. Birken-Verlag, Wien. 1972. S. 20ff.
92. ↑  H. Wiessner, G. Seebach: Burgen und Schlösser in Kärnten. Klagenfurt – Feldkirchen – Völkermarkt. 2. erw. Auflage. Birken, Wien 1980, S. 91f.
93. ↑  Franz X. Kohla: Kärntens Burgen, Schlösser, Ansitze und wehrhafte Stätten. Ein Beitrag zur Siedlungstopographie. 2. verm. Auflage. Geschichtsverein für Kärnten, Klagenfurt 1973, S. 250f.
94. ↑  Franz X. Kohla: Kärntens Burgen, Schlösser, Ansitze und wehrhafte Stätten. Ein Beitrag zur Siedlungstopographie. 2. verm. Auflage. Geschichtsverein für Kärnten, Klagenfurt 1973, S. 251.
95. ↑  Franz X. Kohla: Kärntens Burgen, Schlösser, Ansitze und wehrhafte Stätten. Ein Beitrag zur Siedlungstopographie. 2. verm. Auflage. Geschichtsverein für Kärnten, Klagenfurt 1973, S. 256.
96. ↑  Johann Viertler: Befestigte Anlagen und Bodenfunde in Südkärnten. in: Carinthia I, Jg. 160, Geschichtsverein für Kärnten, Klagenfurt 1970. S. 304–305.
97. ↑  Franz X. Kohla: Kärntens Burgen, Schlösser, Ansitze und wehrhafte Stätten. Ein Beitrag zur Siedlungstopographie. 2. verm. Auflage. Geschichtsverein für Kärnten, Klagenfurt 1973, S. 83.
98. ↑  von Kohla unter Gradenegg (der nächstgelegenen Ortschaft) erwähnt.
99. ↑  Franz X. Kohla: Kärntens Burgen, Schlösser, Ansitze und wehrhafte Stätten. Ein Beitrag zur Siedlungstopographie. 2. verm. Auflage. Geschichtsverein für Kärnten, Klagenfurt 1973, S. 261.
100. ↑  Karl Kafka: Wehrkirchen Kärntens II. Birken-Verlag, Wien. 1972. S. 28.
101. ↑  H. Wiessner, G. Seebach: Burgen und Schlösser in Kärnten. Klagenfurt – Feldkirchen – Völkermarkt. 2. erw. Auflage. Birken, Wien 1980, S. 94ff.
102. ↑  Dehio-Handbuch. Die Kunstdenkmäler Österreichs. Kärnten. Anton Schroll, Wien 2001, ISBN 3-7031-0712-X, S. 417.
103. ↑  etwa an dieser Stelle, östlich oberhalb von Ratzendorf, im Franziszäischen Kataster Hofname Na Thurn.
104. ↑  H. Wiessner, G. Seebach: Burgen und Schlösser in Kärnten. Klagenfurt – Feldkirchen – Völkermarkt. 2. erw. Auflage. Birken, Wien 1980, S. 95f.
105. ↑  H. Wiessner, G. Seebach: Burgen und Schlösser in Kärnten. Klagenfurt – Feldkirchen – Völkermarkt. 2. erw. Auflage. Birken, Wien 1980, S. 97f.
106. ↑  Dehio-Handbuch. Die Kunstdenkmäler Österreichs. Kärnten. Anton Schroll, Wien 2001, ISBN 3-7031-0712-X, S. 677.
107. ↑  H. Wiessner, G. Seebach: Burgen und Schlösser in Kärnten. Klagenfurt – Feldkirchen – Völkermarkt. 2. erw. Auflage. Birken, Wien 1980, S. 97f.
108. ↑  H. Wiessner, G. Seebach: Burgen und Schlösser in Kärnten. Klagenfurt – Feldkirchen – Völkermarkt. 2. erw. Auflage. Birken, Wien 1980, S. 97f.
109. ↑  H. Wiessner, G. Seebach: Burgen und Schlösser in Kärnten. Klagenfurt – Feldkirchen – Völkermarkt. 2. erw. Auflage. Birken, Wien 1980, S. 77f.
110. ↑  Dehio-Handbuch. Die Kunstdenkmäler Österreichs. Kärnten. Anton Schroll, Wien 2001, ISBN 3-7031-0712-X, S. 92.
111. ↑  H. Wiessner, G. Seebach: Burgen und Schlösser in Kärnten. Klagenfurt – Feldkirchen – Völkermarkt. 2. erw. Auflage. Birken, Wien 1980, S. 98f.
112. ↑  H. Wiessner, G. Seebach: Burgen und Schlösser in Kärnten. Klagenfurt – Feldkirchen – Völkermarkt. 2. erw. Auflage. Birken, Wien 1980, S. 99f.
113. ↑  Franz X. Kohla: Kärntens Burgen, Schlösser, Ansitze und wehrhafte Stätten. Ein Beitrag zur Siedlungstopographie. 2. verm. Auflage. Geschichtsverein für Kärnten, Klagenfurt 1973, S. 284.
114. ↑  Franz X. Kohla: Kärntens Burgen, Schlösser, Ansitze und wehrhafte Stätten. Ein Beitrag zur Siedlungstopographie. 2. verm. Auflage. Geschichtsverein für Kärnten, Klagenfurt 1973, S. 65.
115. ↑  Franz X. Kohla: Kärntens Burgen, Schlösser, Ansitze und wehrhafte Stätten. Ein Beitrag zur Siedlungstopographie. 2. verm. Auflage. Geschichtsverein für Kärnten, Klagenfurt 1973, S. 265f.
116. ↑  Franz X. Kohla: Kärntens Burgen, Schlösser, Ansitze und wehrhafte Stätten. Ein Beitrag zur Siedlungstopographie. 2. verm. Auflage. Geschichtsverein für Kärnten, Klagenfurt 1973, S. 213.
117. ↑  Franz X. Kohla: Kärntens Burgen, Schlösser, Ansitze und wehrhafte Stätten. Ein Beitrag zur Siedlungstopographie. 2. verm. Auflage. Geschichtsverein für Kärnten, Klagenfurt 1973, S. 212.
118. ↑  Franz X. Kohla: Kärntens Burgen, Schlösser, Ansitze und wehrhafte Stätten. Ein Beitrag zur Siedlungstopographie. 2. verm. Auflage. Geschichtsverein für Kärnten, Klagenfurt 1973, S. 242.
119. ↑  Karl Kafka: Wehrkirchen Kärntens II. Birken-Verlag, Wien. 1972. S. 57f.
120. ↑  Franz X. Kohla: Kärntens Burgen, Schlösser, Ansitze und wehrhafte Stätten. Ein Beitrag zur Siedlungstopographie. 2. verm. Auflage. Geschichtsverein für Kärnten, Klagenfurt 1973, S. 322.
121. ↑  Franz X. Kohla: Kärntens Burgen, Schlösser, Ansitze und wehrhafte Stätten. Ein Beitrag zur Siedlungstopographie. 2. verm. Auflage. Geschichtsverein für Kärnten, Klagenfurt 1973, S. 286.
122. ↑  Lage unklar; sagenhaft im Raum Maria Rain/Untertöllern/Toppelsdorf. Die Koordinaten verweisen auf eine Rückfallkuppe in dieser Gegend.
123. ↑  Franz X. Kohla: Kärntens Burgen, Schlösser, Ansitze und wehrhafte Stätten. Ein Beitrag zur Siedlungstopographie. 2. verm. Auflage. Geschichtsverein für Kärnten, Klagenfurt 1973, S. 171.
124. ↑  H. Wiessner, G. Seebach: Burgen und Schlösser in Kärnten. Klagenfurt – Feldkirchen – Völkermarkt. 2. erw. Auflage. Birken, Wien 1980, S. 104.
125. ↑  H. Wiessner, G. Seebach: Burgen und Schlösser in Kärnten. Klagenfurt – Feldkirchen – Völkermarkt. 2. erw. Auflage. Birken, Wien 1980, S. 100.
126. ↑  Franz X. Kohla: Kärntens Burgen, Schlösser, Ansitze und wehrhafte Stätten. Ein Beitrag zur Siedlungstopographie. 2. verm. Auflage. Geschichtsverein für Kärnten, Klagenfurt 1973, S. 289.
127. ↑  H. Wiessner, G. Seebach: Burgen und Schlösser in Kärnten. Klagenfurt – Feldkirchen – Völkermarkt. 2. erw. Auflage. Birken, Wien 1980, S. 100.
128. ↑  Franz X. Kohla: Kärntens Burgen, Schlösser, Ansitze und wehrhafte Stätten. Ein Beitrag zur Siedlungstopographie. 2. verm. Auflage. Geschichtsverein für Kärnten, Klagenfurt 1973, S. 300f.
129. ↑  H. Wiessner, G. Seebach: Burgen und Schlösser in Kärnten. Klagenfurt – Feldkirchen – Völkermarkt. 2. erw. Auflage. Birken, Wien 1980, S. 85.
130. ↑  lt. Kohla "südlich des Weilers Thurn auf waldigem Hügelabfall." Koordinaten verweisen auf Kuppe in diesem Bereich.
131. ↑  H. Wiessner, G. Seebach: Burgen und Schlösser in Kärnten. Klagenfurt – Feldkirchen – Völkermarkt. 2. erw. Auflage. Birken, Wien 1980, S. 85.
132. ↑  H. Wiessner, G. Seebach: Burgen und Schlösser in Kärnten. Klagenfurt – Feldkirchen – Völkermarkt. 2. erw. Auflage. Birken, Wien 1980, S. 103f.
133. ↑  Franz X. Kohla: Kärntens Burgen, Schlösser, Ansitze und wehrhafte Stätten. Ein Beitrag zur Siedlungstopographie. 2. verm. Auflage. Geschichtsverein für Kärnten, Klagenfurt 1973, S. 325.
134. ↑  H. Wiessner, G. Seebach: Burgen und Schlösser in Kärnten. Klagenfurt – Feldkirchen – Völkermarkt. 2. erw. Auflage. Birken, Wien 1980, S. 104.
135. ↑  wohl unmittelbar neben Kirche; lt. Kohla stand Kirche früher im Bering der Burg, und Valvasor zeichnet hinter der damals noch erhaltenen Ruine den Kirchturm.
136. ↑  Franz X. Kohla: Kärntens Burgen, Schlösser, Ansitze und wehrhafte Stätten. Ein Beitrag zur Siedlungstopographie. 2. verm. Auflage. Geschichtsverein für Kärnten, Klagenfurt 1973, S. 326.
137. ↑  H. Wiessner, G. Seebach: Burgen und Schlösser in Kärnten. Klagenfurt – Feldkirchen – Völkermarkt. 2. erw. Auflage. Birken, Wien 1980, S. 104f.
138. ↑  H. Wiessner, G. Seebach: Burgen und Schlösser in Kärnten. Klagenfurt – Feldkirchen – Völkermarkt. 2. erw. Auflage. Birken, Wien 1980, S. 85.
139. ↑  Franz X. Kohla: Kärntens Burgen, Schlösser, Ansitze und wehrhafte Stätten. Ein Beitrag zur Siedlungstopographie. 2. verm. Auflage. Geschichtsverein für Kärnten, Klagenfurt 1973, S. 332f.
140. 1 2  Franz X. Kohla: Kärntens Burgen, Schlösser, Ansitze und wehrhafte Stätten. Ein Beitrag zur Siedlungstopographie. 2. verm. Auflage. Geschichtsverein für Kärnten, Klagenfurt 1973, S. 333.
141. ↑  Franz X. Kohla: Kärntens Burgen, Schlösser, Ansitze und wehrhafte Stätten. Ein Beitrag zur Siedlungstopographie. 2. verm. Auflage. Geschichtsverein für Kärnten, Klagenfurt 1973, S. 334.
142. ↑  Franz X. Kohla: Kärntens Burgen, Schlösser, Ansitze und wehrhafte Stätten. Ein Beitrag zur Siedlungstopographie. 2. verm. Auflage. Geschichtsverein für Kärnten, Klagenfurt 1973, S. 343f.
143. ↑  Franz X. Kohla: Kärntens Burgen, Schlösser, Ansitze und wehrhafte Stätten. Ein Beitrag zur Siedlungstopographie. 2. verm. Auflage. Geschichtsverein für Kärnten, Klagenfurt 1973, S. 344f.
144. ↑  Johann Viertler: Vorgeschichtliche Funde auf dem Kathreinkogel bei Schiefling am See. in: Carinthia I, Geschichtsverein für Kärnten, Klagenfurt 1973, S. 5.
145. ↑  Franz X. Kohla: Kärntens Burgen, Schlösser, Ansitze und wehrhafte Stätten. Ein Beitrag zur Siedlungstopographie. 2. verm. Auflage. Geschichtsverein für Kärnten, Klagenfurt 1973, S. 368f.
146. ↑  H. Wiessner, G. Seebach: Burgen und Schlösser in Kärnten. Klagenfurt – Feldkirchen – Völkermarkt. 2. erw. Auflage. Birken, Wien 1980, S. 106f.
147. ↑  Franz X. Kohla: Kärntens Burgen, Schlösser, Ansitze und wehrhafte Stätten. Ein Beitrag zur Siedlungstopographie. 2. verm. Auflage. Geschichtsverein für Kärnten, Klagenfurt 1973, S. 376.
148. ↑  lt. Kohla felsige Waldhöhe nördlich von Töschling.
149. ↑  H. Wiessner, G. Seebach: Burgen und Schlösser in Kärnten. Klagenfurt – Feldkirchen – Völkermarkt. 2. erw. Auflage. Birken, Wien 1980, S. 107.

- Karte mit allen Koordinaten:
- OSM |
- WikiMap